# Alan Spencer
Alan Spencer (* um 1960) ist ein amerikanischer Produzent und Fernsehautor, berühmt für die von ihm geschaffene satirische Polizeiserie Sledge Hammer!. Mit 15 begann er fürs Fernsehen zu schreiben und war eine der jüngsten Personen, die je der Writers Guild of America beigetreten sind. Auch sind seine Dienste als Script Doctor gefragt.

## Leben
Im Alter von 14 schlich sich Spencer auf das Gelände der 20th Century Fox Filmstudios und gelangte zum Drehort von Frankenstein Junior, um sein Idol Mel Brooks sehen zu können. Marty Feldman bemerkte den Störenfried und nahm ihn als Gast unter seine Fittiche. Spencer war ein großer Fan von Feldman und hatte auch viel Wissen über dessen Tätigkeit für das britische Fernsehen, was eine Seltenheit war, da Amerikaner eigentlich wenig über die Vielseitigkeit von Feldman wussten. Feldman erkannte in Spencer einen Seelenverwandten, da er selbst ebenfalls im Alter von 15 mit dem Schreiben angefangen hatte.
Erstaunlicherweise bat Mel Brooks Spencer fast 20 Jahre später, mit ihm die kurze Sitcom The Nutt House zu produzieren. Dabei kannte Brooks nur seine Erfolgsserie Sledge Hammer!, wusste aber nicht, dass Spencer als Kind bei dem Dreh zu Frankenstein Junior aufgetaucht war.
Marty Feldman starb später bei den Dreharbeiten zu Dotterbart an einem Herzinfarkt, im Mai 1984 verlor Spencer einen weiteren Freund, den legendären Komiker Andy Kaufman. Dieser hatte Spencer einst zu sich nach Hause eingeladen und ihn zu einer 48-stündigen TV-Session gezwungen, um ihm die Serie The People’s Court zu zeigen, welche er selbst gewissenhaft betreute. Der Verlust dieser beiden Menschen hatte furchtbare Auswirkungen auf Spencer, er selbst schwor, ihren Einfluss in Ehren zu halten und selbst unkonventionell zu arbeiten.
Obwohl Spencer von der Washington Post auch heftige Kritik und Bezeichnung als „Spinner“ erfuhr, hatte er dennoch eine ernsthafte Seite. Er schrieb einen zweistündigen Science-Fiction-Fernsehfilm The Tomorrow Man mit Julian Sands, welcher ein Umweltschutzmotiv hatte.
Privat setzt sich Spencer für eine Organisation ein, die sich um Obdachlose in Los Angeles kümmert, weiterhin unterstützt er die Krebsforschung.